# Burgrest Neusummerau
Burgrest Neusummerau bezeichnet die Ruine einer Höhenburg östlich des Weilers Summerau am Weg nach Flunau in der Gemeinde Neukirch im Bodenseekreis in Baden-Württemberg.

## Lage
Der Burgrest Neusummerau liegt auf 450 m ü. NHN  oberhalb der Weiler Summerau und Flunau auf einem Prallhang etwa 65 Meter über der Argen.

## Geschichte
Die Burg wurde vermutlich in der zweiten Hälfte des 13. Jahrhunderts von den Herren von Summerau als Stammburg erbaut. Die Neusummerau ist vermutlich älter als die bei Tettnang-Rattenweiler gelegene Burg Altsummerau. 1171 treten Kuno, Friedrich und Albert von Summerau als Zeugen in einer für das Kloster Salem ausgestellten Urkunde auf. 1222/30 wird im Beisein der Brüder Albert, Kuno und Heinrich von Summerau das castrum Sumerow erstmals urkundlich erwähnt. Die Burg geht schließlich in bischöflich-konstanzischen Besitz über, was König Albrecht 1298 Bischof Heinrich II. von Klingenberg bestätigt. 1309 befindet sich die Burg im Besitz der Grafen von Montfort, 1354 wird in einer Teilungsurkunde zwischen der Burckh zu der Nideren Summeraw und der ober Summerau unterschieden. 1430 scheint die Burg von einem Sürg zu Sürgenstein bewohnt gewesen zu sein, laut einer Urkunde hat er gesessen ze Nuwensummro. Weitere Nennungen sind nicht bekannt.

## Anlage
Von der ehemaligen Burganlage sind, neben einer höheren Mauerecke im Osten der Kernburg, noch Reste von Mauerwerk im Grund erhalten. Vermutlich handelt es sich dabei um Reste einer Ringmauer und eines Gebäudes. Ein zeitgenössisch noch bekannter Rest einer Eckmauer im westlichen Bereich der Kernburg ist nach einem unerwartet großvolumigen Abrutschen der kiesigen Böschung hin zur unweit südlich gelegenen Argen inzwischen verloren gegangen. Der Burgrest ist durch weitere Rutschungen gefährdet, da der Steilhang zur Argen, der einst die Südseite der Burg sicherte, nicht stabilisiert werden kann. Die dortige Straße ist seitdem nur noch für Fußgänger in sportlicher Art passierbar und wurde, da sie den einzigen Zugang zu Flunau darstellte, kurzfristig durch einen Neu- bzw. Ausbau eines Wegs über einen Höhenzug hin zu den Burghügel nördlich umschließenden K7778 ersetzt.
Die an einer Hangkante liegende Anlage war im Westen durch eine künstlich versteilte Böschung geschützt, im Norden und Osten durch heute noch gut erhaltene Abschnittsgräben und Wälle. Im Norden sind die Reste der Befestigungen noch bis zur Böschung eines etwa parallel zur Argen verlaufenden Bachs zu erkennen. Die Wälle und Gräben sind teils verschliffen oder von Wegen durchbrochen, aber zum Teil auch sehr gut erhalten.
Siehe auch: Ruine Altsummerau